# Wzór Manninga
Wzór Manninga (formuła Manninga) – wzór określający prędkość średnią cieczy płynącej w przekroju koryta zwartego, otwartego, w którym ruch cieczy jest jednostajny. Żeby zastosować wzór koryto musi spełniać następujące warunki:
- pryzmatyczność (stały przekrój poprzeczny na długości);
- stałość spadku podłużnego;
- zwierciadło wody równoległe do dna kanału i linii energii;
- stałość współczynnika szorstkości na długości[1].

{\displaystyle v={\frac {1}{n}}R^{\frac {2}{3}}I^{\frac {1}{2}}[m/s]},
gdzie:
- {\displaystyle R} – promień hydrauliczny {\displaystyle [m];}
- {\displaystyle A} – pole wypełnionej wodą części koryta {\displaystyle [m^{2}];}
- {\displaystyle I} – spadek hydrauliczny {\displaystyle [-];}
- {\displaystyle n} – współczynnik szorstkości przekroju {\displaystyle [m^{-1/3}s]}[3].

## Współczynnik szorstkości
Stanowi informację o wpływie koryta na opory ruchu. Zmienia się wraz z głębokością. Zależy od kształtu i materiału z jakiego zbudowane jest koryto. W przypadku zmienności współczynnika na obwodzie można obliczyć go jako średnią ważoną, gdzie wagi poszczególnych odcinków to ich długości. Przybliżone wartości współczynnika pobiera się z tablic. Wartości średnie wahają się od 0,01 dla wyjątkowo gładkich powierzchni takich jak szkło lub emalia do 0,1 dla odcinków kanałów naturalnie zarośniętych, zaniedbanych, z dużą ilością traw i krzaków.

## Promień hydrauliczny
Stosunek pola powierzchni przekroju strumienia cieczy do długości obwodu przekroju, na którym ciecz styka się ze ścianką przewodu. Wzór ogólny ma postać:
{\displaystyle R={\frac {A}{U}}[m]}.
Przekrój prostokątny:
{\displaystyle R={\frac {bh}{2h+b}}[m],}
gdzie:
- {\displaystyle b} – szerokość koryta {\displaystyle [m];}
- {\displaystyle h} – poziom wody w korycie {\displaystyle [m];}

Przekrój trapezowy:
Nachylenie skarp wynosi 1:m1 i 1:m2.
{\displaystyle R={\frac {Bh+0,5(m_{1}+m_{2})h^{2}}{B+h({\sqrt {1+m_{1}^{2}}}+{\sqrt {1+m_{2}^{2}}})}}[m],}
gdzie:
- {\displaystyle B} – szerokość zwierciadła wody {\displaystyle [m];}
- {\displaystyle m_{1},m_{2}} – nachylenie skarp {\displaystyle [-];}
- {\displaystyle h} – poziom wody w korycie {\displaystyle [m]}[6].

Przekrój trójkątny:
Nachylenie obu skarp wynosi 1:m.
{\displaystyle R={\frac {mh}{h{\sqrt {1+m^{2}}}}},}
gdzie:
- {\displaystyle h} – poziom wody w korycie {\displaystyle [m];}
- {\displaystyle m} – nachylenie skarp {\displaystyle [-]}[7].